# سيسيرو سيميدو
سيسيرو سيميدو (بالبرتغالية: Cícero Casimiro Sanches Semedo‏) هو لاعب كرة قدم غيني بيساوي وبرتغالي في مركز الهجوم، ولد في 8 مايو 1986 في Seia ‏ في البرتغال. شارك مع منتخب البرتغال تحت 19 سنة لكرة القدم ومنتخب البرتغال تحت 21 سنة لكرة القدم ومنتخب غينيا بيساو لكرة القدم. أما مع النوادي، فقد لعب مع دينامو موسكو وسبورتينغ براغا وشانلي أورفا سبور وفيتوريا دي غيماريش وموريرينسي ونادي أستانا ونادي باسوش دي فيريرا ونادي ريو أفي.

## وصلات خارجية
- سيسيرو سيميدو على موقع اتحاد تركيا (لاعب) (الإنجليزية)
- سيسيرو سيميدو على موقع قاعدة بيانات كرة القدم.إي يو (الإنجليزية)
- سيسيرو سيميدو على موقع ناشيونال فوتبول تيمز (الإنجليزية)
- سيسيرو سيميدو على موقع Soccerway.com (الإنجليزية)
- سيسيرو سيميدو على موقع عالم كرة القدم.نت (الإنجليزية)
- سيسيرو سيميدو على موقع AS.com (الإسبانية)